# De bibliotheek van Babel

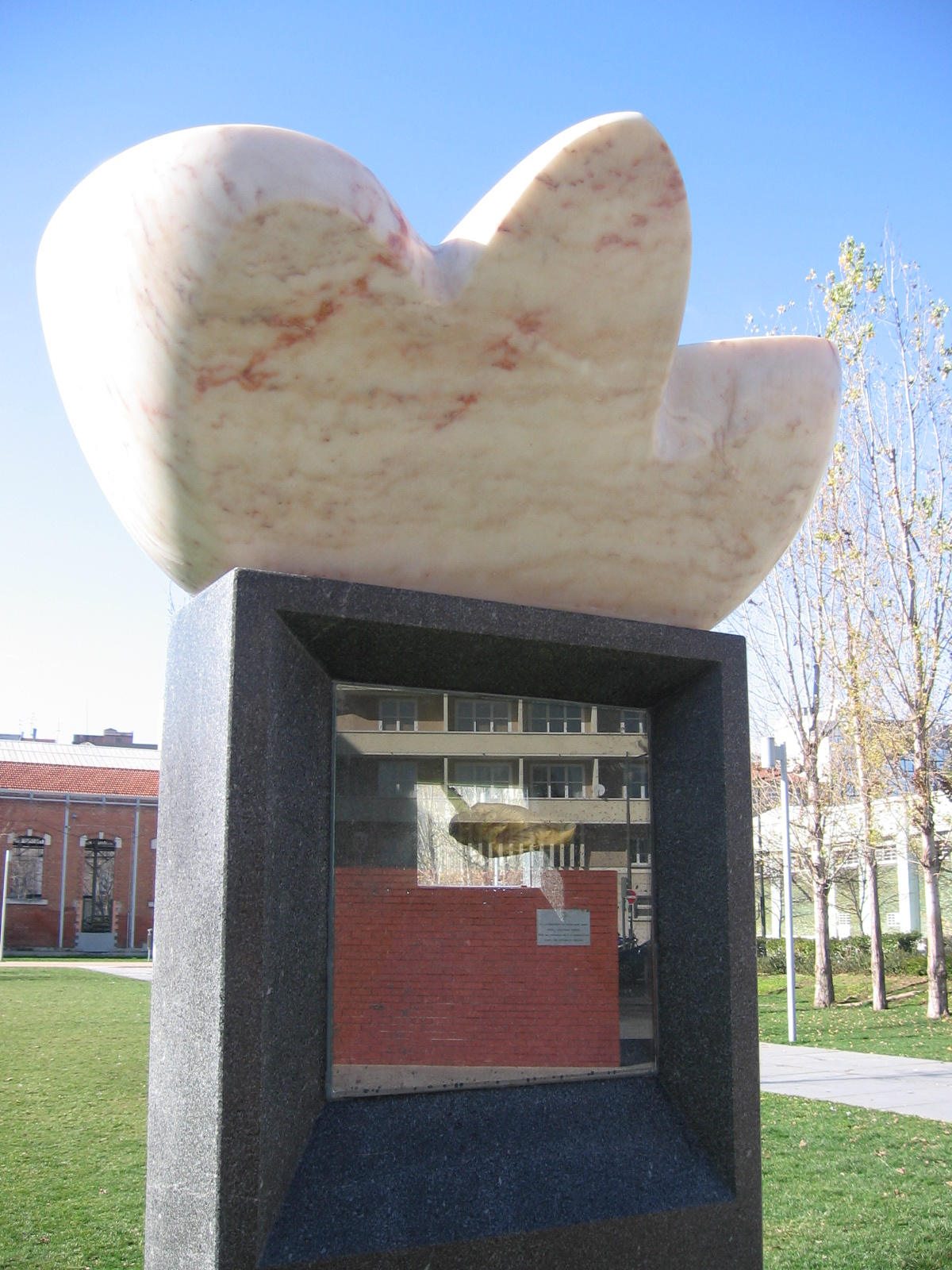
Monument voor Borges in Lissabon, geïnspireerd door De bibliotheek van Babel

De bibliotheek van Babel (Spaans: La biblioteca de Babel) is een verhaal van de Spaanstalige Argentijnse schrijver Jorge Luis Borges. Het verhaal werd voor het eerst gepubliceerd in 1941 in de bundel El jardín de senderos que se bifurcan (De tuin met zich splitsende paden), die in 1944 in zijn geheel werd opgenomen in Borges’ verhalenbundel Ficciones (Fantastische verhalen).

## Inhoud
De bibliotheek van Babel is de conceptie van een universum in de vorm van een oneindige bibliotheek die alle denkbare boeken bevat.
Het verhaal begint als volgt: “Het heelal (dat anderen de Bibliotheek noemen) bestaat uit een onbepaald en misschien oneindig aantal zeshoekige galerijen, met in het midden immense luchtkokers die zijn omringd door zeer lage balustrades. Vanuit iedere zeshoek zijn de lagere en hogere verdiepingen te zien: eindeloos”.
Bij iedere muur van iedere zeshoek horen vijf boekenplanken; op iedere boekenplank staan 32 boeken van eenvormig formaat; ieder boek bestaat uit 410 bladzijden; iedere regel uit tachtig zwarte letters en maximaal 25 symbolen. Hoewel er geen sprake is van enige coherente ordening luidt het axioma dat de bibliotheek door haar omvang en oneindigheid alle boeken omvat die geschreven zijn of ooit geschreven zullen worden en daarmee antwoord kan geven op alle basismysteries van de mensheid, alsook voorspellingen van de toekomst, inclusief alle denkbare variaties daarop.
Borges vertelt van zoektochten van inquisiteurs naar het boek der boeken, over sekten die alle letters en symbolen door elkaar wilden gooien om de goddelijke wanorde na te bootsen, van ‘zuiveraars’ die de bibliotheek van nutteloze werken wilden ontdoen, enzovoort. De verteller hecht veel waarde aan het idee dat er een volmaakte samenvatting zou moeten bestaan die alles omvat (‘van al het andere’): “Ik smeek de onbekende goden dat een mens – één maar, al is het duizenden jaren geleden - het moge hebben bestudeerd en gelezen. Als die eer, die wijsheid, dat geluk niet voor mij zijn weggelegd, laat ze het dan voor anderen zijn”.
Borges eindigt zijn verhaal als volgt: “De bibliotheek is onbegrensd en periodiek. Als een eeuwige reiziger haar in iedere richting zou doorkruisen, zou hij na verloop van eeuwen constateren dat dezelfde boekdelen worden herhaald in dezelfde wanorde (die, herhaald, een orde zouden vormen: de Orde!). In mijn eenzaamheid ben ik blij met die elegante hoop”.

## Typering en invloed
De bibliotheek van Babel is losjes gebaseerd op een verhaal van de Duitse schrijver Kurd Laßwitz, Die Universalbibliotek uit 1901. Nagenoeg alle voor Borges kenmerkende thema's komen erin samen: oneindigheid, de onmogelijkheid om alles te weten en om de wereld en de waarheid te kennen, het kabbalistische redeneren, de metaforische labyrinten enzovoort. Het concept van de oneindige bibliotheek valt samen met de aan Blaise Pascal ontleende opvatting die het heelal ziet als een bol, zonder omtrek en met elke plek als centrum. Duidelijk wordt dat een bibliotheek die alle mogelijke boeken omvat, maar zonder ordening, geen enkele waarde heeft.
De bibliotheek van Babel is een kort verhaal maar heeft grote invloed gehad op latere schrijvers:
- Umberto Eco’s roman De naam van de roos verhaalt over een labyrint-bibliotheek met een bibliothecaris genaamd Jorge van Burgos;
- Terry Pratchett gebruikt het concept van de universele bibliotheek in zijn boeken over de Discworld;
- Daniel Dennett illustreerde zijn wiskundige theorieën over genetische variatie aan de hand van Borges' verhaal;
- De Amerikaanse wiskundige Rudy Rucker refereert aan Borges' verhaal in zijn boek Infinity and the Mind, bij de bespreking van de verzamelingenleer;
- De Australische computerdeskundige Russell Standish gebruikt het concept voor de onderbouwing van zijn Mathematische Universum Hypothese, die stelt dat een systeem dat alle beschrijvingen omvat gezamenlijk “nul” informatie bevat en daarmee de simpelste verklaring geeft voor het bestaan van een universum.

## Nederlandse vertaling
Het verhaal werd vertaald in het Nederlands door Annie Sillevis en opgenomen in de bundel De Aleph en andere verhalen, 1964. In 1988 werd het opnieuw vertaald, door Barber van de Pol, als onderdeel van de bundel Fantastische verhalen.